# Zalesie (Świątniki Górne)
Pour les articles homonymes, voir Zalesie.
Zalesie est une localité polonaise de la gmina de Świątniki Górne, située dans le powiat de Cracovie en voïvodie de Petite-Pologne.